# روس باركر
روس باركر (بالإنجليزية: Ross Parker)‏ هو منافس ألعاب قوى أسترالي، ولد في 31 أكتوبر 1935.

## وصلات خارجية
- روس باركر على موقع النتائج التاريخية لألعاب القوى الأسترالية (الإنجليزية)
- روس باركر على موقع أوليمبيديا (الإنجليزية)
- روس باركر على موقع اللجنة الأولمبية الأسترالية (الإنجليزية)